# Tomoya Ishii
Tomoya Ishii (石井 智也?, Ishii Tomoya; Utashinai, 23 maggio 1989) è un ex sciatore alpino giapponese.

## Biografia
Specialista delle prove tecniche originario di Utashinai e attivo dal dicembre del 2004, Ishii in Far East Cup ha esordito il 26 gennaio 2005 a Yongpyong in slalom gigante (14º) e ha conquistato il primo podio il 17 gennaio 2006 nella medesime località e specialità (3º). Ai Mondiali juniores di Formigal 2008 ha vinto la medaglia di bronzo nello slalom speciale; nella stagione seguente ha esordito in Coppa del Mondo, il 25 ottobre 2009 nello slalom gigante di Sölden senza concludere la gara, e ha conquistato la prima vittoria in Far East Cup, il 3 marzo 2010 a Nozawaonsen sempre in slalom gigante.
Ha esordito ai Campionati mondiali a Schladming 2013, dove si è classificato 29º nello slalom gigante e non si è qualificato per la finale dello slalom speciale; in Far East Cup ha vinto la classifica generale nel 2013, ha conquistato l'ultima vittoria il 23 gennaio 2015 a Yongpyong in slalom gigante e l'ultimo podio il 26 marzo successivo a Južno-Sachalinsk in slalom speciale (2º). Ai XXIII Giochi olimpici invernali a Pyeongchang 2018, sua unica presenza olimpica, si è piazzato 30º nello slalom gigante; l'anno dopo ai Mondiali di Åre 2019, sua ultima presenza iridata, è stato 24º nello slalom gigante.
Ha preso per l'ultima volta il via in Coppa del Mondo l'8 gennaio 2022 ad Adelboden in slalom gigante, senza completare la prova (non ha portato a termine nessuna delle 36 gare nel massimo circuito nelle quali ha preso il via), e si è ritirato al termine di quella stessa stagione 2021-2022: la sua ultima gara in carriera è stata uno slalom gigante FIS disputato il 12 aprile a Nozawaonsen.

## Palmarès

### Mondiali juniores
- 1 medaglia:
  - 1 bronzo (slalom speciale a Formigal 2008)

### Far East Cup
- Vincitore della Far East Cup nel 2013
- Vincitore della classifica di supergigante nel 2013
- 23 podi:
  - 9 vittorie
  - 10 secondi posti
  - 4 terzi posti

#### Far East Cup - vittorie
| Data            | Località    | Paese         | Specialità |
| --------------- | ----------- | ------------- | ---------- |
| 3 marzo 2010    | Nozawaonsen | Giappone      | GS         |
| 5 marzo 2010    | Nozawaonsen | Giappone      | SL         |
| 3 dicembre 2011 | Wanlong     | Cina          | GS         |
| 4 marzo 2012    | Nozawaonsen | Giappone      | GS         |
| 15 gennaio 2013 | Yongpyong   | Corea del Sud | SG         |
| 7 marzo 2013    | Nozawaonsen | Giappone      | GS         |
| 8 marzo 2013    | Nozawaonsen | Giappone      | GS         |
| 9 marzo 2014    | Shigakōgen  | Giappone      | GS         |
| 23 gennaio 2015 | Yongpyong   | Corea del Sud | GS         |

Legenda:

SG = supergigante

GS = slalom gigante

SL = slalom speciale

### Campionati giapponesi
- 11 medaglie:
  - 5 ori (slalom gigante nel 2014; slalom gigante nel 2015; slalom gigante nel 2017; slalom gigante nel 2018; slalom gigante nel 2020)
  - 3 argenti (slalom gigante nel 2010; slalom speciale nel 2013; slalom speciale nel 2020)
  - 3 bronzi (slalom speciale nel 2010; slalom speciale nel 2015; slalom speciale nel 2016)